# Keiichi Suzuki (Eisschnellläufer)
Keiichi Suzuki (jap. 鈴木惠一, Suzuki Keiichi; * 10. November 1942 auf Sachalin; † 21. Januar 2025 in Tokorozawa) war ein japanischer Eisschnellläufer. Suzuki nahm dreimal – 1964, 1968 und 1972 – an Olympischen Winterspielen teil und sprach bei den Heimspielen in Sapporo 1972 den olympischen Eid der Sportler. Außerdem lief er auf der 500-Meter-Strecke zwei Weltrekordzeiten und wurde 1970 erster Vizeweltmeister im Sprintmehrkampf.

## Laufbahn
Ab Anfang der 1960er-Jahre nahm Suzuki an Eisschnelllaufwettkämpfen teil und war 1964 erstmals Mitglied des 47-köpfigen japanischen Olympiateams. Bei den olympischen Wettkämpfen in Innsbruck erreichte er mit einem fünften Platz auf der Sprintdistanz von 500 Metern das beste Ergebnis eines japanischen Sportlers bei diesen Winterspielen überhaupt und verpasste die Medaillenränge lediglich um eine Zehntelsekunde. Seine in Innsbruck gelaufene Zeit von 40,7 Sekunden bestätigte Suzuki im Folgejahr bei der Mehrkampfweltmeisterschaft, womit er auf der 500-Meter-Strecke sogar die schnellste Teilzeit aufs Eis brachte. Seine Stellung als einer der weltbesten Eissprinter verteidigte der Japaner in den Folgejahren: Unter anderem lief er im Januar 1968 in Inzell im direkten Duell nur eine Zehntelsekunde langsamer als der einheimische Sieger Erhard Keller, der mit seiner Zeit von 39,2 Sekunden einen neuen Weltrekord aufstellte. Auch bei der Winter-Universiade 1968 – den Weltsportspielen der Studenten – gewann Suzuki die Silbermedaille und musste sich auch hier lediglich Keller geschlagen geben. Im Vorfeld der Olympischen Winterspiele 1968 galt Suzuki durch seine Vorleistungen als Mitfavorit, hatte aber keinen optimalen Lauf und verpasste mit einer Zeit von 40,8 Sekunden in Grenoble die Medaillenränge als Achter letztlich deutlich.
Nach zwei weiteren Siegen auf der 500-Meter-Teilstrecke bei den Mehrkampfweltmeisterschaften 1968 und 1969 – die aber von einigen der weltbesten Sprintspezialisten ausgelassen wurden – lief Suzuki im März 1969 auf der Bahn in Inzell 39,2 Sekunden und stellte damit Kellers ein Jahr zuvor gelaufene Weltrekordzeit ein. Bei der erstmals ausgetragenen Sprintweltmeisterschaft 1970 im US-amerikanischen West Allis liefen die Athleten zwei 500-Meter- und zwei 1000-Meter-Rennen, anders als bei der Mehrkampf-WM, bei der auch die Langdistanzen (5000 und 10.000 Meter) auf dem Programm standen. Dem Sprinter Suzuki kam diese Neuerung entgegen, hinter dem Russen Waleri Muratow sicherte er sich den Titel des Vizeweltmeisters. Außerdem holte er sich im März 1970 ein zweites Mal den Weltrekord, als er die 500 Meter in Inzell in 38,71 Sekunden lief. Nur einen Tag später übertraf der Schwede Hasse Börjes Suzukis Marke aber erneut.
Seinen Erfolg von der Sprint-WM 1970 konnte Suzuki ein Jahr später in Inzell nicht wiederholen und platzierte sich auf dem achten Rang. Dabei verpasste er seine persönliche Bestzeit um fast eine Sekunde. Der folgende Winter 1971/72 stand im Zeichen der Olympischen Winterspiele in Sapporo, auf die sich Suzuki wie das gesamte japanische Team ausschließlich in ihrer Heimat vorbereitete und alle Wettkämpfe in Europa ausließ. Suzuki durfte zur Eröffnung der Spiele den olympischen Eid sprechen und war zudem Teamkapitän seiner Mannschaft. Über 500 Meter spielte er wie auch die anderen zuvor hoch geschätzten Japaner keine Rolle und belegte – vor den Augen des Kaisers Hirohito – lediglich den 19. Platz mit einem Rückstand von fast zwei Sekunden auf Sieger Erhard Keller. Nach seiner dritten Olympiateilnahme beendete Suzuki seine aktive Karriere.
Suzuki studierte Politikwissenschaften an der Meiji-Universität und machte dort 1966 seinen Abschluss. Nach seiner aktiven Karriere arbeitete er unter anderem als PR-Manager für das Baseballteam der Saitama Seibu Lions, später trainierte er die japanische Eisschnelllaufnationalmannschaft und wurde Direktor der Japan Skating Federation.